# Ејну
Ејну (ејн. ئەينۇ /ɛjˈnu/) су туркијска етничка група коју кинеске власти званично не признају. Већином су шиити (алевити). Процењује се да их има 30.000 до 50.000, већином насељених на ободу пустиње Такла Макан у покрајини Синђанг.

## Језик
Ејнуи говоре језиком Ејну, једним од туркијских језика карлучке гране, у коме је присутан велики утицај персијског. Према неким лингвистима, ејну је мешовити језик, јер је граматика већим делом туркијска (у суштини западнојугурска), док је вокабулар углавном ирански. Ејнуи у својим домовима говоре језиком ејну, док у јавности употребљавају ујгурски.

## Историја
Порекло Ејнуа није у потпуности познато. Према једној групи историчара, преци Ејнуа су били ирански номадски народ који је дошао из Великог Ирана пре неколико стотина година, 
док је према другима персијски речник језика ејну последица тога што су ирански језици некада били главни трговински језици у региону или према другој варијанти, тога што су се персијски трговци женили локалним женама.
Ејнуи су у неком тренутку примили ислам заједно са Ујгурима. Трзавице у односима са Ујгурима и другим локалним туркијским народима довеле су до њиховог потискивања у мање плодне области Таримске котлине у близини пустиње Такла Макан.
Ејнуи су учествовали у побуни Јакуб Бега око 1864. године против владавине династије Ћинг. Придружили су се Кумулском устанку 1930-их. Након успостављања комунистичке државе 1949. године, држава је признала одређене етничке групе и омогућила им више слободе културе. Ејнуи су захтевали да буду признати као посебна етничка група, али су одбијени и држава је уместо тога одлучила да их призна као део ујгурског народа.

## Култура

### Привреда
Ејнуи се углавном баве пољопривредом, сточарством или раде у грађевинској индустрији у градовима. Неколицина се бави риболовом или ловом. У прошлости су неки били трговци, обрезивачи или просјаци.

### Дискриминација
Ејнуе њихови суседи називају увредљивим називом Абдал. Мешовити бракови са Ујгурима су ретки. Ипак, кинеске власти их убрајају у Ујгуре.

### Вера
Ејнуи су већином алевити, а мањим делом сунити.